# Altes Amtshaus Hemer

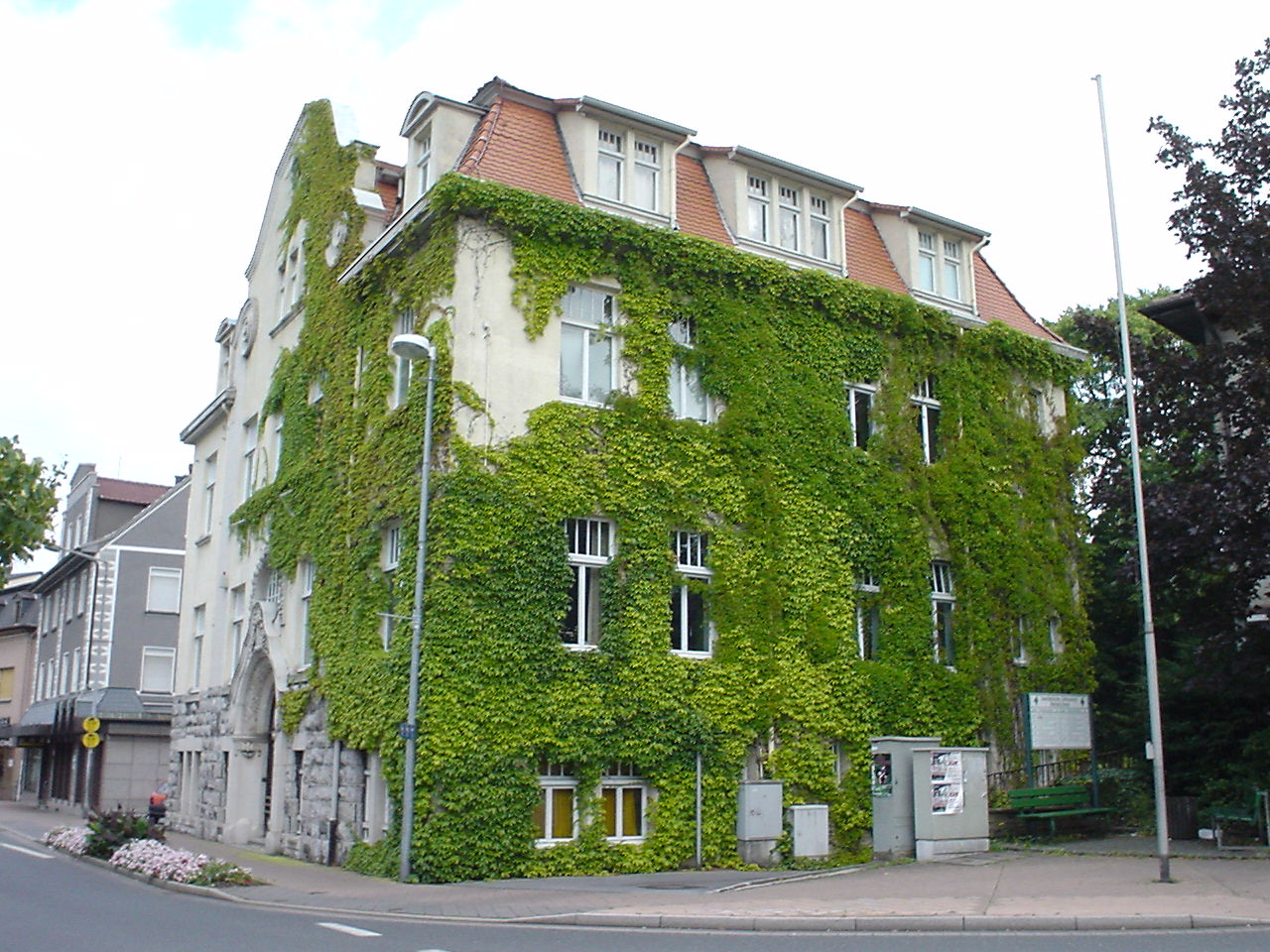
Altes Amtshaus (Sommer 2004)

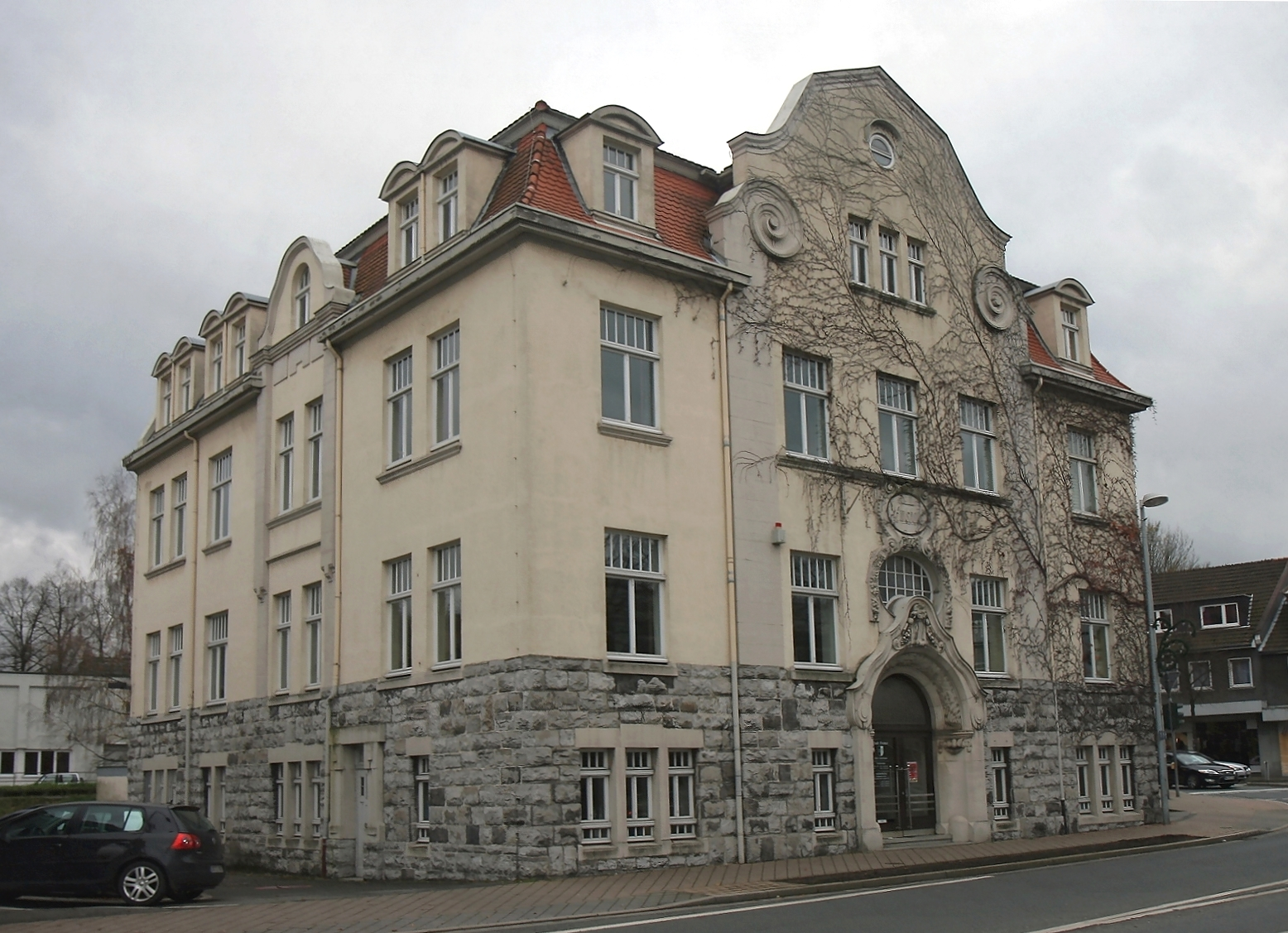
Altes Amtshaus (Herbst 2009)

Das Alte Amtshaus war bis zur Auflösung des Amtes Hemer 1975 Sitz der Amtsverwaltung. Das Gebäude wurde 1908 eingeweiht und dient seit der kommunalen Neuordnung 1975 als Sitz der städtischen Musikschule und der Volkshochschule. Die Verwaltung zog gleichzeitig in das neue Rathaus Hemer um.
1908 wurde das Amtshaus in Oberhemer in direkter Nachbarschaft zum Vorgängerbau, der 1958 abgerissen wurde, errichtet. Im März erfolgte die Grundsteinlegung. Die Architektur des Gebäudes verbindet den Jugendstil und den Neobarock und ist in dieser Form einzigartig im Raum Hemer. Nach der Einweihung am 11. November 1908 bezog die Verwaltung des Amtes Hemer das Gebäude und richtete Büros ein. Im Keller wurden für die Polizei Arrestzellen ausgebaut.
Durch das Sauerland/Paderborn-Gesetz wurde das Amt 1975 aufgelöst und ein Großteil der amtsangehörigen Gemeinden in die neue Stadt Hemer eingemeindet. Im Zuge der Neugliederung errichtete die Stadt ein neues Stadtzentrum mit neuem Rathaus, so dass das Amtshaus seine Funktion verlor. Daraufhin bezog die Musikschule und wenige Jahre später auch die Volkshochschule das Gebäude, die es bis heute nutzen. 1985 wurde das Bauwerk unter Denkmalschutz gestellt.